# Liste de locutions latines
Pour des articles plus généraux, voir Expression latine et Sources de locutions latines.
Cet article contient une liste de locutions latines présentée par ordre alphabétique.
Pour des explications morphologiques, linguistiques ou historiques, il faut consulter les articles détaillés :

## Index de locutions latines
Les locutions latines sont suivies de leur traduction littérale. Cette traduction est quelquefois insuffisante pour donner son sens exact à la locution.
Elles sont orthographiées selon la graphie la plus répandue en France, c'est-à-dire avec les lettres ramistes J et V. Le J est peu utilisé hors de France dans les textes entièrement en latin. (Quant au W, il n'apparaît qu'après la réforme carolingienne pour écrire les noms propres germaniques.)
Pour afficher la notice détaillée d'une locution latine : traduction littérale, interprétation, explications, contexte, références, cliquer sur le texte de la locution dans l'index ci-dessous.
Avertissement : ces notices détaillées comportent (lorsque la locution relève d'un emprunt à un auteur) des références précises (livre, chapitre, paragraphe, vers…) Mais ces références peuvent varier d'une traduction à l'autre, d'une édition à l'autre.
Pour information, les références indiquées ici ont été relevées dans leur grande majorité dans les textes publiés sur le site Itinera Electronica maintenu par l'Université catholique de Louvain et, par défaut, dans les textes publiés sur le site de Philippe Remacle.

## Modifications, adjonctions
Pour conserver son unité à cet index et à ses annexes, merci, pour tout ajout, de consulter les directives de la page de discussion de cet article.
- Haut – A
- B
- C
- D
- E
- F
- G
- H
- I
- J
- K
- L
- M
- N
- O
- P
- Q
- R
- S
- T
- U
- V
- W
- X
- Y
- Z

## A
AA.VV. (Auctores varii) « Auteurs divers. »

A bene placito « À votre bon cœur ; selon votre bon plaisir. »

A bove ante, ab asino retro, a stulto undique caveto « Prends garde au bœuf par devant, à l'âne par derrière, à l'imbécile par tous les côtés. »

A bove majore discit arare minor « Du vieux bœuf, le jeune bœuf apprend à labourer. »

A cælo usque ad centrum « Du ciel au centre (de la Terre). »

A cane non magno sæpe tenetur aper « Souvent le sanglier est arrêté par le petit chien. »

A capite ad calcem « De la tête au talon ; de haut en bas. »

A contrario « À l'inverse. »

A Deucalione « Depuis Deucalion ; au temps de Deucalion. »

A divinis « Hors des choses divines. »

A falsis principiis proficisci « Qui résulte de principes faux. »

A fluctibus opes « La richesse vient de la mer. »

A fortiori « À plus forte raison. »

A latere « À côté ; auprès. »

A majori ad minus « Du plus au moins. »

A mari usque ad mare « Depuis la mer jusqu'à la mer. »

A minima « Du plus petit. »

A minori ad majus « Du moins au plus. »

A mundo condito « Depuis la création du monde. »

A parte « À part ; aparté. »

A pedibus usque ad caput « Des pieds à la tête. »

A posse ad esse non valet consequentia « De la possibilité d'une chose on ne doit pas conclure à son existence. »

A posteriori « En partant des données de l'expérience. »

A priori « Au premier abord ; à première vue ; avant toute expérience. »

A quia « À… parce que. »

A silentio « Par le silence. »

A.E.I.O.U. (Austria Est Imperare Orbi Universo) « Il est donné à l'Autriche de commander au monde entier. »

A.M.D.G. (Ad Majorem Dei Gloriam) « Pour la plus grande gloire de Dieu »

Ab absurdo « Par l'absurde. »

Ab æterno « Depuis l'éternité. »

Ab agendo « Hors d'état ; obsolescent ; retraité. »

Ab ante « À l'avance ; précédemment. »

Ab antiquo « Des temps anciens. »

Ab amicis honesta petamus « À un ami, on ne doit demander que ce dont il est capable. »

Ab epistulis « Des lettres ; depuis la correspondance. »

Ab esse ad posse valet, a posse ad esse non valet consequentia « De l'existence d'une chose on conclut à sa possibilité ; de la possibilité d'une chose, on ne peut conclure à son existence. »

Ab extra « D'au-delà. »

Ab hinc « D'ici, de ce point de vue. »

Ab hoc et ab hac « De ci et de là. »

Ab igne ignem capere « Laisser prendre un feu à son feu. »

Ab imo pectore « Du fond du cœur. »

Ab inconvenienti « Fondé sur l'inaptitude. »

Ab incunabulis « Depuis le berceau ; depuis l'enfance. »

Ab initio « Depuis le début. »

Ab intestat « Sans testament. »

Ab irato « Par la colère ; dans un mouvement de colère. »

Ab Jove principium « Commençons par Jupiter. »

Ab origine fidelis « Fidèle à ses origines. Ne pas oublier d'où l'on vient. »

Ab ovo « Depuis l'œuf. »

Ab ovo usque ad mala « De l'œuf aux pommes ; du début à la fin. »

Ab uno disce omnes « Et qu'un seul vous apprenne à les connaître tous. »

Ab urbe condita « Depuis la fondation de la Ville »

Aberatio ictus « Coup qui n'atteint pas le but visé. »

Abistis, dulces caricæ « Vous êtes finies, douces figues. »

Abrogata lege abrogante non reviviscit lex abrogata « Une loi qui a été abrogée ne renaît pas du seul fait de l’abrogation de la loi abrogative. »

Absens hæres non erit « L'absent n'héritera pas. »

Absentem lædit, qui cum ebrio litigat « Celui qui se querelle avec un ivrogne frappe un absent. »

Absit invidia (verbo) « Qu'il n'y ait pas d'impopularité contre ce mot. »

Absit omen « Que cela ne soit pas une malédiction ; n'appelle pas le mal. »

Absit reverentia vero « Ne craignons pas de dire la vérité. »

Absolutum dominium « Pouvoir, souveraineté absolu. »

Abstulit qui dedit « Est ôté ce qui est donné. »

Absque argento omnia vana « Sans argent, tout effort est vain. »

Abundans cautela non nocet « L'excès de prudence ne peut nuire. »

Abusus non tollit usum « L'abus n'exclut pas l'usage. »

Abyssus abyssum invocat « L'abîme appelle l'abîme. »

Accessorium sequitur principale « L'accessoire suit le régime juridique du principal. »

Accipe quam primum, brevis est occasio lucri « Agis de suite, les chances de réussite durent peu. »

Acta fabula est « La pièce est jouée. »

Acta sanctorum « Actes des Saints. »

Actibus immensis urbs fulget massiliensis « La ville de Marseille brille par ses hauts faits. »

Actio personalis moritur cum persona « Une action liée à la personne meurt avec elle. »

Actore non probante, reus absolvitur « Si le demandeur n’apporte pas la preuve qui lui incombe, le défendeur doit être relaxé. »

Actori incumbit probatio « C'est au demandeur de prouver ses allégations. »

Actum est de republica « C'en est fait de la République. »

Actus dicatur bonus qui est conformis legi et rationi « Un acte est dit bon lorsqu'il est conforme à la loi et à la raison. »

Ad arbitrium « À volonté, selon le bon plaisir. »

Ad astra « Jusqu'aux cieux. »

Ad augusta per angusta « Vers de grandes choses par des voies étroites. »

Ad gloriam « Pour la gloire. »

Ad hoc « À cet effet ; qui convient. »

Ad hominem « Contre la personne. »

Ad honorem « Pour l'honneur. »

Ad honores « Pour les honneurs ; gracieusement. »

Ad impossibilia nemo tenetur « À l'impossible nul n'est tenu. »

Ad infinitum « À l'infini ; indéfiniment. »

Ad interim « Pour l'instant. »

Ad kalendas græcas « Aux calendes grecques. »

Ad libitum « Au choix ; à volonté. »

Ad litem « En vue du procès. »

Ad litteram « À la lettre. »

Ad lucem « Pour la lumière. »

Ad majorem Dei gloriam « Pour la plus grande gloire de Dieu. »

Ad multos annos ! « Pour de nombreuses années ! »

Ad nauseam « Jusqu'à la nausée. »

Ad nutum « Sur un signe de tête. »

Ad oculos « Selon les yeux. »

Ad patres « Auprès des ancêtres. »

Ad pedem litteræ « Au pied de la lettre. »

Ad perpetuam rei gloriam « À la gloire éternelle de la chose. »

Ad rem « À la chose ; telle qu'est la chose. »

Ad undas « Aux vagues ; aux flots. »

Ad unguem « Sur l'ongle. »

Ad usum Delphini « À l'usage du Dauphin. »

Ad valorem « Selon la valeur. »

Ad victoriam ! « Vers la victoire ! »

Ad vitam æternam « Vers la vie éternelle ; vers l'éternité. »

Adæquatio intellectus et rei « Adéquation de l'esprit à la chose. »

Adæquatio intellectus nostri cum re « Correspondance de notre pensée avec les faits. »

Adde parvum parvo magnus acervus erit « Ajoute peu à peu et tu auras beaucoup. »

Addendum « Chose(s) à ajouter. »

Adeo in teneris consuescere multum est « Tant de nos premiers ans l'habitude a de force ! »

Adhuc tua messis in herba est « La moisson ne fait encore que poindre. »

Adhuc sub judice lis est « Le procès est encore devant le juge. »

Adsum « Je suis ici. »

Adversus periculum naturalis ratio permittit se defendere « Face au danger, la raison naturelle permet de se défendre. »

Adversus solem ne loquitor « Ne parle pas contre le Soleil. »

Ægroto dum anima est, spes est « Tant que le malade a un souffle, il y a de l'espoir. »

Æquam memento servare mentem « N'oublie jamais de garder une âme toujours égale. »

Æque principaliter « …d'égale importance. »

Æquo pulsat pede « La mort frappe d'un pied indifférent. »

Ære perennius exegi monumentum « J'ai érigé un monument plus durable que l'airain. »

Æs triplex « Triple airain. »

Ætatis suæ « Dans l'âge de… »

Æternum vale « Adieu éternel. »

Ævo rarissima nostro simplicitas « La simplicité, si rare de nos jours. »

Affidavit « Il a juré. »

Affirmanti incumbit probatio « La preuve incombe à celui qui allègue. »

Age quod agis ! « Fais ce que tu fais ! »

Agenda « Choses à faire. »

Agere sequitur (esse) « L'action suit l'existence. »

Agnosco veteris vestigia flammæ « Je reconnais la trace de mes premiers feux. »

Agnus Dei « Agneau du Seigneur. »

Ait prætor : si non habebunt advocatum, ego dabo « Le préteur dit : à ceux qui n’auront pas d’avocat, j’en donnerai un. »

Albo lapillo diem notare « Marquer un jour d'une pierre blanche. »

Alea jacta est « Le dé est jeté. »

Aliam vitam, alio mores « Autre vie, autres mœurs. »

Alias « À un autre moment, ailleurs. »

Alibi « Ailleurs. »

Aliis si licet, tibi non licet « Que d'autres aient un droit ne veut pas dire que tu l'aies. »

Aliquid stat pro aliquo « Une chose tient lieu d'une autre. »

Aliquis non debet esse judex in propria causa « Nul ne peut être juge dans sa propre cause. »

Alis aquilæ « Sur les ailes de l'aigle. »

Aliud est celare, aliud tacere « Cacher est une chose, taire en est une autre. »

Alius et idem « Autre chose et la même chose. »

Alma mater « Mère nourricière. »

Alma parens « Mère nourricière. »

Alpha et Omega « Alpha et Oméga. »

Alta alatis patent « Le ciel est ouvert à ceux qui ont des ailes. »

Alter ego « Un autre moi-même. »

Alterius non sit, qui potest esse sui « Qu'il se garde d'appartenir à un autre, celui qui peut être lui-même. »

Alterum non lædere « Ne pas blesser autrui. »

Alumnus, Alumni  « Pupille. »

Ama et fac quod vis « Aime et fais ce que tu veux. »

Ama nesciri « Aimez être inconnu et ne compter pour rien. »

Amant alterna camenæ « Les Muses aiment les chants de deux voix qui s'alternent. »

Amare et sapere vix deo conceditur « Aimer et demeurer sage, même un dieu le pourrait à peine. »

Ambitiosa recidet ornamenta « Il retranchera les ornements pompeux. »

Amici, diem perdidi « Amis, j'ai perdu ma journée. »

Amicus certus in re incerta cernitur « C'est dans le malheur qu'on reconnaît ses amis. »

Amicus humani generis « Ami du genre humain ; philanthrope. »

Amicus optima vitæ possessio « Un ami est le plus grand trésor de la vie. »

Amicus Plato, sed magis amica veritas « J'aime Platon, mais j'aime mieux la vérité. »

Amor et melle et felle fecundissimus es « L'amour est fécond en miel et en venin. »

Amor fati « Aime ta destinée. »

Amor mundum fecit « L'amour a fait le monde. »

Amor omnibus idem « L'amour est le même pour tous. »

Amor patitur moras « L'amour est patient. »

Amor patriæ nostra lex « L'amour de la patrie est notre loi. »

Amor tussisque non celatur « L'amour et la toux ne se peuvent celer. »

Amor vincit omnia « L'amour est toujours vainqueur. »

Amore, more, ore, re « L'amour, les mœurs, les paroles, les actes. »

An nescis, mi fili, quantilla prudentia mundus regatur « Tu ne sais pas, mon fils, avec combien peu de sagesse le monde est gouverné. »

Anguis in herba « Le serpent est sous l'herbe. »

Anima sana in corpore sano « Une âme saine dans un corps sain. »

Animo deliberato « Délibérément. »

Animus furandi « Avec l'intention de voler. »

Animus imperat corpori « L'esprit commande au corps. »

Animus meminisse horret « À ce souvenir, mon âme frémit d'horreur. »

Annibal ad portas « Hannibal est à nos portes. »

Anno Domini « Année du Seigneur »

Annuit Cœptis « Il/Elle a approuvé notre entreprise »

Annus horribilis « Année horrible. »

Annus mirabilis « Année merveilleuse. »

Ante cibum « Avant la nourriture. »

Ante litteram « Avant la lettre. »

Ante domino « Avant notre seigneur Jésus Christ. »

Ante meridiem « Avant midi. »

Ante mortem « Avant la mort. »

Ante prandium « Avant le déjeuner. »

Aperietur vobis « On vous ouvrira. »

Aperto libro « À livre ouvert. »

Aperit et nemo claudit « Elle ouvre et personne ne ferme. »

Apparatus criticus « Outils de la critique ; appareil critique. »

Aqua et igne interdictus « Interdit d'eau et de feu. »

Aqua fortis « Eau forte. »

Aqua regia « Eau régale. »

Aqua vitæ « Eau-de-vie. »

Aquila non capit muscas « L'aigle n'attrape pas les mouches. »

Arbiter elegantiarum « Arbitre des élégances »

Arcades ambo « Arcadiens tous deux. »

Argentoratum locutum judicium finitum « Le tribunal de Strasbourg a dicté la sentence »

Arguendo « Pour en discuter. »

Argumentum a silentio « Argument du silence. »

Argumentum ad antiquitatem « Appel à la tradition, argument de la tradition. »

Argumentum ad captandum « Argument pour surprendre, tromper. »

Argumentum ad consequentiam « Argument par la conséquence. »

Argumentum ad crumenam « Argument de la bourse »

Argumentum ad feminam « Argument à la femme. »

Argumentum ad hominem « Argument contre l'homme. »

Argumentum ad ignorantiam « Argument de l'ignorance. »

Argumentum ad judicium « Argument du sens commun. »

Argumentum ad lazarum « Argument de la pauvreté. »

Argumentum ad logicam « Argument du sophisme. »

Argumentum ad metum « Argument de la peur. »

Argumentum ad misericordiam « Argument de la pitié. »

Argumentum ad naturam « Argument de la nature. »

Argumentum ad nauseam « Argument de la nausée. »

Argumentum ad novitatem « Argument de la nouveauté. »

Argumentum ad numerum « Argument du nombre. »

Argumentum ad odium « Argument de la hargne. »

Argumentum ad personam « Argument contre la personne. »

Argumentum ad populum « Argument du peuple. »

Argumentum ad temperantiam « Appel à la modération. »

Argumentum ad verecundiam « Argument du respect. »

Argumentum baculinum « Argument du bâton »

Argumentum ex silentio « Argument du silence »

Ars (est) celare artem « L'art consiste à dissimuler l'art. »

Ars gratia artis « L'art pour l'art. »

Ars longa, vita brevis « L'art est long, la vie est courte. »

Ars similis casus « L'art ressemble au hasard. »

Artem quævis alit terra « En tout lieu, le métier nourrit son homme. »

Asinus ad lyram « Un âne à la lyre. »

Asinus asinorum in sæcula sæculorum « L'âne des ânes dans les siècles des siècles. »

Asinus asinum fricat « L'âne frotte l'âne. »

Asinus equum spectat « L'âne regarde le cheval. »

Asinus in tegulis « L'âne sur les toits. »

At spes non fracta « Mais tout espoir n'est pas perdu. »

Atqui, e lotio est « Eh oui ! ça vient de l'urine. »

Audaces fortuna juvat « La chance sourit aux audacieux. »

Audax Japeti genus « Le rejeton audacieux de Japhet. »

Audere est facere « Oser, c'est faire. »

Audi, vide, tace, si vis vivere « Écoute, observe et tais-toi, si tu veux vivre. »

Audi alteram partem « Qu'on entende l'autre partie également. »

Aura popularis « Le vent (inconstant et variable) de la faveur populaire. »

Aurea mediocritas « Médiocrité d'or, aussi précieuse que l'or. »

Auri sacra fames « Exécrable faim de l'or ! »

Auribus teneo lupum « Je tiens le loup par les oreilles. »

Aut agere aut mori « Agir ou mourir. »

Aut amat aut odit mulier, nil est tertium « La femme aime ou hait, il n'y a pas d'alternative »

Aut bibat aut abeat « Buvez ou retirez-vous. »

Aut Cæsar, aut nihil « Empereur ou rien. »

Aut dedere aut punire « Rendre ou punir. »

Aut disce aut discede « Étudie ou retire-toi. »

Aut dosce, aut disce, aut discede « Enseigne, étudie ou retire-toi. »

Aut nunc, aut numquam « Maintenant ou jamais »

Aut omnia, aut nihil « Tout ou rien »

Aut pati aut mori « Souffrir ou mourir »

Aut viam inveniam aut faciam « Je trouverai le chemin ou je le percerai. »

Aut vincere, aut mori « La victoire ou la mort »

Autobi passebant completi « Les autobus passaient complets. »

Avaro omnia desunt, inopi pauca, sapienti nihil « À l'avare, tout manque ; au pauvre, peu ; au sage, rien. »

Avarus nisi cum moritur, nil recte facit « La seule bonne action que puisse accomplir un avare, c'est mourir. »

Avaritia facit bardus « La cupidité rend stupide. »

Ave atque vale « Salut et bonne route. »

Ave Cæsar, morituri te salutant « Salut César, ceux qui s'apprêtent à mourir te saluent. »

Ave Maria « Salut Marie. »

Ave Verum (Corpus) « Salut véritable (Corps). »
- Haut – A
- B
- C
- D
- E
- F
- G
- H
- I
- J
- K
- L
- M
- N
- O
- P
- Q
- R
- S
- T
- U
- V
- W
- X
- Y
- Z

## B
Barba tenus sapientes « Sage à mesure de la barbe. »

Barba non facit philosophum « La barbe ne fait pas le philosophe. »

Beata Virgo Maria « Bienheureuse Vierge Marie. »

Beatæ memoriæ « Au souvenir heureux de… »

Beati hispani, quibus vivere bibere est « Heureux les Espagnols pour qui vivre c'est boire. »

Beati monoculi in terra cœcorum « Les borgnes sont heureux au pays des aveugles. »

Beati pauperes in spiritu « Bienheureux les pauvres en esprit. »

Beati possidentes « Heureux ceux qui possèdent. »

Beatus homo qui invenit sapientiam « Heureux l'homme qui a trouvé la sagesse. »

Beatus ille qui procul negotiis « Heureux qui, loin des affaires… »

Beatus qui prodest quibus potest « Heureux qui vient se rendre utile à ceux qu'il peut aider. »

Bella horrida bella « Des guerres, d'horribles guerres »

Bella gerant alii « Laisse les autres faire la guerre. »

Bella matribus detestata « La guerre, dont les mères ont horreur. »

Bellum omnium contra omnes « La guerre de tous contre tous. »

Bellum se ipsum alet « La guerre se nourrit d'elle-même. »

Bene diagnoscitur, bene curatur « Bien diagnostiquer, c'est bien soigner. »

Bertha rosas, Heotrud violas dat « Berthe donne des roses, Heotrud des violettes. »

Bene qui latuit bene vixit « Vivre ignoré, c'est vivre heureux. »

Bis dat, qui cito dat « Donner rapidement, c'est donner deux fois. »

Bis repetita placent « Ce qui est répété, redemandé plaît. »

Bis repetita non placent « Ce qui est répété ne séduit plus. »

Bona fide « De bonne foi, sincèrement. »

Bona fides contraria est fraudi et dolo « La bonne foi s'oppose à la fraude et au dol. »

Bona valetudo melior est quam maximæ divitiæ « Une bonne santé vaut mieux que les plus grandes richesses. »

Boni pastoris est tondere pecus, non deglubere « Le bon pasteur tond ses brebis, il ne les écorche pas. »

Bonum ex malo non fit « D'un mal ne peut naître un bien. »

Bonum vinum lætificat cor hominis « Le bon vin réjouit le cœur des hommes. »

Brevitatis causa « Dit brièvement »
- Haut – A
- B
- C
- D
- E
- F
- G
- H
- I
- J
- K
- L
- M
- N
- O
- P
- Q
- R
- S
- T
- U
- V
- W
- X
- Y
- Z

## C
c. : Abréviation de Circa.

ca. : Autre abréviation de Circa.

Cacoethes scribendi « Soumis à un urgent besoin d'écrire. »

Cadavera vero innumera « Des cadavres vraiment innombrables. »

Cædite eos. Novit enim Dominus qui sunt ejus « Tuez-les tous. Dieu reconnaîtra les siens. »

Cælum non animum mutant qui trans mare currunt « Ceux qui courent par les mers ne changent que le ciel au-dessus de leur tête ; ils ne changent pas leur âme. »

Cæsar non supra grammaticos « César n'est pas au-dessus de la grammaire »

Cætera desunt « Le reste manque. » (latin médiéval)

Camera obscura « Chambre noire. »

Canis pugnax « Chien d'attaque ; chien méchant. »

Canis canem edit « Le chien mange le chien. »

Canis sine dentibus vehementius latrat « Un chien sans dents aboie plus vigoureusement. »

Cantabit vacuus coram latrone viator « Le voyageur aux poches vides chantera au nez du voleur. »

Canularium = « Canular »

Capax Infiniti « Capable (d'accueillir) l'infini »

Captatus, bene judicatus « Dès qu’il a été capturé, un accusé peut être jugé. »

Caput inter nubila « La tête dans les nuages. »

Caput mortuum « Tête morte. »

Caritas in veritate « L'amour dans la vérité. »

Carpe diem « Cueille le jour. »

Carpent tua poma nepotes « Tes arrière-neveux cueilleront ces fruits. »

Carthago delenda est « Il faut détruire Carthage. »

Castigat ridendo mores « (La comédie) corrige les mœurs en riant. »

Casus belli « Cas de guerre. »

Causa latet, vis est notissima « Si la cause est cachée, on ne peut méconnaître l'effet. »

Causa mortis « Cause de la mort. »

Cave canem « Attention au chien. »

Cave ne cadas « Prends garde de ne pas tomber. »

Cave nil vino « Prends garde à manquer de vin. »

Caveant consules ne quid detrimenti respublica capiat « Que les consuls prennent garde que la République éprouve aucun dommage. »

Caveat emptor « Que l'acheteur soit vigilant. »

Cedant arma togæ « Les armes cèdent à la toge. »

Celerius quam asparagi cocuntur « En moins de temps qu'il n'en faut pour cuire les asperges. »

Certamen bonum certavi « J'ai combattu le bon combat. »

Cessante causa legis, cessat lex « Là où cesse la raison pour laquelle la loi a été adoptée (causa legis), là cesse son domaine d’application. »

Cetera desunt « Le reste manque. »

Ceteris paribus « Toutes choses égales (par ailleurs). »

cf. cf. « Confer. »

Christianos ad leones « (Qu'on livre) les Chrétiens aux lions. »

Christus nos liberavit « Le Christ nous a libérés. »

Christus Rex « Christ Roi. »

Cibi condimentum est fames « La faim est l'épice de tout plat. »

Circa « Vers, environ, approximativement. »

Circulus in probando « Raisonnement circulaire. »

Circulus vitiosus « Cercle vicieux »

Citius, altius, fortius « Plus vite, plus haut, plus fort ! »

Cito, longe, tarde « (Pars) vite, loin et (reviens) tard. »

Claves Sancti Petri « Les clés de Saint Pierre. »

Clavis aurea « Clé d'Or. »

Clericus vagans « Clerc vagabond. »

Codex Juris Canonicis « Recueil du droit canonique. »

Cœtera desunt « Le reste manque. » (latin médiéval)

Cœteris paribus « Toutes choses égales (par ailleurs). » (latin médiéval)

Cogitationis poenam nemo patitur « Nul ne peut être puni pour de simples pensées. »

Cogito ergo sum « Je pense donc je suis »

Coitus interruptus « Accouplement interrompu »

Coitus more ferarum « Accouplement à la manière des bêtes »

Collige virgo rosas « Cueille les roses, jeune fille. »

Combinatio nova « Nouvelle combinaison »

Communibus locis « Lieux communs. »

Communicatio idiomatum « Communication des idiomes. »

Communis opinio « Opinion commune. »

Compos mentis « Maître de son esprit. »

Concordia civium murus urbium « La concorde entre les citoyens, voilà la muraille des villes. »

Condemnant quod non intellegunt « Ils condamnent ce qu'ils ne comprennent pas »

Conditio sine qua non « Condition absolument nécessaire. »

Confessio est regina probatio « L'aveu est la reine des preuves. »

Confer « Compare à… ; réfère-toi à… ; rapporte-toi à… »

Confœderatio Helvetica « Confédération helvétique »

Conjunctis viribus « Forces unies. »

Consuetudinis vis magna est « La force de l'habitude est puissante. »

Consuetudo altera natura est « L'habitude est une seconde nature. »

Consuetudo est jus quodam moribus institutum, quod pro lege usurpatur ubi deficit lex « La coutume est une variété du droit établie par les mœurs ; elle tient lieu de loi là où la loi fait défaut. »

Consummatum est « Tout est accompli. »

Contemptus sæculi « Mépris du monde, du siècle, de la mode. »

Contemplata aliis tradere « Communiquer aux autres ce que l'on a contemplé. »

Contra bonos mores « Contre les bonnes mœurs. »

Contra factum non datur argumentum « Contre un fait il n'est point d'arguties. »

Contra legem « Contre la loi. »

Contra principia negantem non est disputandum « Inutile de discuter lorsqu'on ne s'accorde pas sur les principes. »

Contra spem in spem credidit « Celui qui a cru contre toute espérance. »

Contra vim mortis non est medicamen in hortis « Il n'y a dans le jardin aucun remède à la puissance de la mort. »

Contradictio in terminis « Contradiction dans les termes. »

Cor ad cor loquitur « Le cœur parle au cœur. »

Cor unum « D'un seul cœur. »

Coram Deo « En présence de Dieu. »

Coram populo « En présence du peuple, publiquement. »

Cornu bos capitur, voce ligatur homo « Les bœufs sont liés par les cornes, les hommes par la parole. »

Corpus Christi « Le corps du Christ. »

Corpus delicti « Le corps du délit. »

Corpus Juris Canonici « Compilation du droit canon de l'Église catholique. »

Corpus Juris Civilis « Recueil des lois civiles. »

Corrigenda « Choses à corriger. »

Corruptio optimi pessima « La corruption de ce qu'il y a de meilleur est la pire. »

Corruptissima re publica plurimæ leges « C'est lorsque la république est la plus corrompue que les lois se multiplient le plus. »

Cras amet qui nunquam amavit ; quique amavit, cras amet « Qu'il aime demain celui qui n'a jamais aimé, et que celui qui a aimé aime demain encore. »

Credat Judæus Apella « Que le Juif Apelle le croie. »

Credo in Unum Deum « Je crois en un seul Dieu. »

Credo quia absurdum « Je le crois parce que c'est absurde. »

Crimen læsæ majestatis « Crime de lèse-majesté. »

Cui bono ? « A quoi bon ? »

Cui prodest « Qui en tire profit. »

Cuique suum reddere « À chacun son dû. »

Cujus regio, ejus religio « Tel prince, telle religion. »

Cujusvis hominis est errare « Il arrive à tout homme de se tromper. »

Culpa lata dolo æquiparatur « La faute lourde équivaut à un dommage. »

Cum grano salis « Avec un grain de sel. »
Cum hoc ergo propter hoc « Avec cela et donc à cause de cela »

Cum laude « Avec louange. »

Cum tacent, consentiunt « Qui ne dit mot consent. »

Cupio dissolvi « J'ai le désir de me dissoudre. »

Cura ut valeas ! « Prends soin de toi. »

Curriculum vitæ « Cours de la vie. »

Custos morum « Gardien des mœurs, censeur. »
- Haut – A
- B
- C
- D
- E
- F
- G
- H
- I
- J
- K
- L
- M
- N
- O
- P
- Q
- R
- S
- T
- U
- V
- W
- X
- Y
- Z

## D
Da mihi factum, dabo tibi jus « Dis-moi les faits, je te dirai le droit. »

Damnant quod non intelligunt « Ils condamnent ce qu'ils ne comprennent pas. »

Damnatio memoriæ « Proscription de la mémoire. »

Damnum absque injuria « Dommage sans intention. »

Dat veniam corvis, vexat censura columbas « La censure pardonne aux corbeaux et poursuit les colombes. »

Data venia « Excuses étant données »

Davus sum, non Œdipus « Je suis Davus, pas Œdipe. »

De commodo et incommodo « Sur les avantages et les inconvénients »

De dicto « Ce qui est dit. »

De facto « De fait ; dans les faits. »

De gustibus coloribusque non disputandum « On ne discute pas des goûts et des couleurs. »

De integro « Encore ; de nouveau ; une seconde fois. »

De internis non judicat prætor « Le juge ne doit pas condamner pour de simples pensées. »

De jure « De droit ; par le droit ; par la loi. ».

De jure uxoris « Par le droit de l'épouse. »

De lege feranda « Selon la loi souhaitable. »

De lege lata « Selon la loi en vigueur. »

De minimis non curat lex « La loi ne s'occupe pas de petites choses. »

De minimis non curat prætor « Le juge ne s'occupe pas de petites choses. »

De mortuis aut bene aut nihil « Des morts, on dit du bien ou on se tait. »

De mortuis nihil nisi bonum « Des morts, on ne doit parler qu'en bien. »

De nilo nil « Rien ne naît à partir de rien »

De nobis fabula narratur « Cette histoire est la nôtre. »

De non vigilantibus non curat prætor « Le juge n'a cure des insouciants. »

De novo « Renouvelé ; rafraîchi ; recommençant. »

De omni re scibili « De toutes les choses qu'on peut savoir. »

De omnibus dubitandum « Doute de tout. »

De primis socialismi germanici lineamentis apud Lutherum, Kant, Fichte, Hegel et Marx « Des premiers aspects du socialisme allemand chez Luther, Kant, Fichte, Hegel et Marx »

De profundis clamavi « Du fond de l'abîme j'ai crié ; des profondeurs, j'ai crié. »

De re « Sur la chose. »

De stercore Enii « Tiré du fumier d'Ennius. »

De te fabula narratur « C'est de toi que parle ce récit. »

De viris « À propos des hommes. »

De visu « De ma propre vue ; pour l'avoir vu. »

Debellare superbos « Renverser les puissants. »

Decet imperatorem stantem mori « L'empereur doit mourir debout. »

Decipimur specie recti « Nous sommes trompés par l'apparence du bien. »

Dei Gratia Regina « Reine par la Grâce de Dieu. »

Dei Gratia Rex « Roi par la Grâce de Dieu. »

Delectatio morosa « Délectation morose. »

Delenda Carthago « Il faut détruire Carthage. »

Delicta juventutis meæ « Les fautes de ma jeunesse. »

Deliriant isti Romani « Ils sont fous ces Romains. »

Dente superbo « D'une dent dédaigneuse. »

Deo gratias « Dieu merci. »

Deo juvante « Avec l'aide de Dieu. »

Deo Optimo Maximo (D.O.M.) « Au meilleur et plus grand des Dieux. »

Deo volente « Avec la volonté de Dieu. »

Desiderata « Choses désirées, dont on regrette l'absence. »

Desinit in piscem mulier formosa superne « Un buste de femme qui finit en poisson. »

Desipere est juris gentium « Extravaguer est un droit des gens. »

Desipere in loco « Oublier quelquefois la sagesse. »

Deus dedit, deus abstulit, sit nomen domini benedictum « L'Éternel a donné et l'Éternel a ôté ; que le nom de l'Éternel soit béni. »

Deus ex machina « Dieu sorti de la machine. »

Deus caritas est « Dieu est amour. »

Deus sive Natura « Dieu ou la Nature. »

Deus vult « Dieu le veut. »

Di meliora piis « Dieux, donnez un meilleur sort aux hommes pieux. »

Diem perdidi « J'ai perdu ma journée »

Dies iræ « Jours de colère. »

Difficiles nugæ « Bagatelles laborieuses. »

Dignus est intrare « Il est digne d'entrer. »

Dilige et quod vis fac « Aime et fais ce que tu veux. »

Dis aliter visum « Les Dieux en ont ordonné autrement. »

Dis manibus sacrum (D.M.S.) « Aux mânes sacrées de… »

Disjecta membra « Membres dispersés. »

Distinguo « Je distingue. »

Divide et impera « Diviser pour régner. »

Dixi « J'ai dit. »

Dixit « Il a dit. »

Do ut des « Je donne pour que tu donnes. »

Docendo discitur « On apprend en enseignant. »

Doctus cum libro « Savant avec le livre. »

Doctus cum libro similis asino « Un savant avec un livre est semblable à un âne. »

Dolus an virtus quis in hoste requirat ? « Ruse ou courage, qu'importe contre l'ennemi ? »

Domine dirige nos « Guidez-nous, Seigneur. »

Domine salvam fac reginam « Que Dieu sauve la reine. »

Domine salvum fac regem « Que Dieu sauve le roi. »

Dominus vobiscum « Le Seigneur soit avec vous. »

Domus accipere debemus, non proprietatem domus, sed domicilium « Par domicile on entend, non pas la maison dont on est propriétaire, mais le bâtiment où l’on habite. »

Dona nobis pacem « [Seigneur], donne-nous la paix. »

Donec eris felix, multos numerabis amicos « Tant que tu seras heureux, tu compteras beaucoup d'amis. »

Dramatis personæ « Les masques du drame. »

Ducunt volentem fata, nolentem trahunt « Les destins conduisent celui qui se soumet à leurs arrêts ; ils entraînent celui qui résiste. »

Dulce bellum inexperti « La guerre est douce aux jeunes gens. »

Dulce et decorum est pro patria mori « Il est doux et beau de mourir pour la patrie. »

Dulce et utile « Doux et utile. »

Dum Roma deliberat Saguntum perit « Rome délibère quand Sagunt est en péril. »

Dum spiro, spero « Tant que je respire, j’espère. »

Dum vita est, spes est « Tant qu'il y a de la vie, il y a de l'espoir. »

Dum vitant stulti vitia in contraria currunt « Pour fuir un défaut, les maladroits tombent dans le défaut contraire. »

Duos habet et bene pendentes ! « Il en a deux, et elles pendent bien ! »

Duplex legum incertudino ; altera ubi lex nulla præscribitur, altera ubi ambigua et obscura « L'incertitude de la loi peut avoir deux causes ; dans les deux cas ses dispositions sont inopérantes, qu'elle soit ambiguë ou qu'elle soit obscure. »

Dura lex, sed lex « La loi est dure, mais c'est la loi. »

Dura mater « Dure-mère. »

Dura necessitas « La dure nécessité. »

Dux bellorum « Chef de guerre. »
- Haut – A
- B
- C
- D
- E
- F
- G
- H
- I
- J
- K
- L
- M
- N
- O
- P
- Q
- R
- S
- T
- U
- V
- W
- X
- Y
- Z

## E
E fructu arbor cognoscitur « On reconnaît l'arbre à ses fruits. »

E Pluribus Unum « De plusieurs est un. »

Ecce panis angelorum « Voici le pain des anges. »

Ecce Homo « Voici l'homme. »

Ecclesia abhorret sanguinem ou Ecclesia abhorret a sanguine « L'Église a horreur du sang. »

Editio princeps « Édition originale. »

Ego non « Pas moi. »

Ego sum qui sum « Je suis celui qui est. »

Ego te absolvo « Je t'absous. »

Eheu fugaces labuntur anni « Hélas, les ans s'enfuient, éphémères. »

Ejusdem generis « Du même genre. »

Ejusdem farinæ « De la même farine. »

Ejusdem furfuris « Du même son*. »

Ens causa sui « Existant par soi-même. »

Entitas ipsa involvit aptitudinem ad extorquendum certum assensum « La réalité suppose le pouvoir d'obtenir l'assentiment commun. »

Eo ipso « Par soi-même ; lui-même ; exactement. »

Epicuri de grege porcum « Pourceau du troupeau d'Épicure. »

Equo ne credite « Ne faites pas confiance au cheval. »

Erga omnes « Opposable à tous, aux tiers. »

Ergo « Donc ; par conséquent. »

Ergo glu capiuntur aves « C'est pourquoi les oiseaux se prennent à la glu. »

Eritis sicut dii « Vous serez comme des dieux. »

Errata « Erreurs. »

Erratum « Erreur. »

Errare humanum est, perseverare diabolicum « Il est humain [dans la nature de l'Homme] de se tromper, mais persévérer [dans l'erreur] est diabolique. »

Error communis facit jus « Une erreur commune fait naître une apparence de droit. »

Esse quam videri « Être plutôt que paraître. »

Esto laborator, et erit Deus auxiliator « Aide-toi, le ciel t'aidera. »

Et alibi « Et en autres lieux. »

Et alii « Et les autres. »

Et campos ubi Troja fuit « Et les champs où fut Troie. »

Et cetera « Et toutes les autres choses. »

Et cum spiritu tuo « Et avec ton esprit. »

Et cætera Voir « Et cetera » 

Et cœtera Voir « Et cetera »

Et facta est lux « Et la lumière fut. »

Et in Arcadia ego « Je suis aussi en Arcadie. »

Et lux in tenebris lucet « La lumière luit dans les ténèbres »

Et nunc reges, intelligite… erudimini, qui judicatis terram « Et maintenant, vous les rois, intelligents... instruis de ce monde, vous qui décidez du sort du monde »

Et sequentes « Et suivantes. »

Et seq. Abréviation de Et sequentes « Et suivantes. »

Et suppositio nil ponit in esse « Supposer une chose ne lui confère pas l'existence. »

Et tu Brute « Et toi aussi, Brutus. »

etc. Abréviation de Et cetera « Et toutes les autres choses. »

Etiam innocentes cogit mentiri dolor « La douleur force à mentir même les innocents. »

Etiam periere ruinæ « Les ruines même ont péri. »

Etiamsi omnes, ego non « Pas moi, même contre tous les autres. »

Ex abrupto « Brusquement ; sans préambule. »

Ex abstracto « À partir de l'abstrait ; dans l'abstrait. »

Ex æquo « À égalité.»

Ex Africa semper aliquid novi « D'Afrique surgira toujours du neuf. »

Ex animo « Venant de mon âme »

Ex-ante « Au préalable. »

Ex cathedra « De la chaire. »

Ex dolo malo « Par fraude »

Ex dono « Provenant du don, de la donation de… »

Ex falso sequitur quod libet « Du faux découle ce que l'on veut. »

Ex gratia « Par bonté. »

Ex hypothesi « Par hypothèse. »

Ex infra « Comme il résulte de ce qui est dit plus loin. »

Ex libris « Faisant partie des livres de… »

Ex malo bonum « Du mal peut naître un bien. »

Ex mea sententia « À mon avis. »

Ex nihilo nihil « De rien rien ne nait. »

Ex nihilo nihil fit « Rien n'est fait à partir de rien. »

Ex novo « De neuf. »

Ex nudo pacto Abréviation de Ex nudo pacto oritur actio nudum a solemnitate sed non nudum a causa : « Une action naît du pacte nu, nu de formalisme mais non de cause »

Ex nunc « À partir de maintenant. »

Ex officio « De par sa fonction. »

Ex opere operantis « Par l'œuvre de l'opérant. »

Ex opere operato « Par le fait que le rite est accompli. »

Ex pede Hercule « Par la mesure du pied d'Hercule vous aurez sa taille tout entière. »

Ex-post « Après coup. »

Ex silentio « Par le silence. »

Ex situ « Hors site. » 

Ex supra « Comme il résulte de ce qui a été dit ci-dessus. »

Ex tempore « À l'instant ; tout de suite ; immédiatement. »

Ex tenebris lux « Des ténèbres viendra la lumière. »

Ex ungue leonem « On reconnaît le lion à sa griffe. »

Ex vi termini « Par la force du terme. »

Ex vulgus scientia « La sagesse populaire. »

Ex vivo « En dehors de l'organisme vivant. »

Ex voto « En conséquence d'un vœu. »

Ex-voto « d'après le vœu »

Exceptio est strictissimæ interpretationis « L'exception doit être interprétée de la façon la plus stricte. »

Exceptio firmat regulam in casibus non exceptis « L'exception confirme la règle quant aux cas non exceptés. »

Exceptio plurium concumbentium « L'exception de pluralité d'amants [de la mère]. »

Excusatio non petita accusatio manifesta « Une excuse non demandée est un aveu de culpabilité. »

Exeat « Qu'il sorte. »

Exegi monumentum ære perennius « J'ai érigé un monument plus durable que l'airain. »

Exempli gratia « Par exemple. »

Exemplum est argumentatio in qua ex uno singulari infertur, quod fieri potest a pari, vel a contrario, vel a fortiori « L'argument par l'exemple est celui par lequel, en partant d'un cas particulier, on conclut à ce qui peut être fait par équivalent, au contraire, ou à plus forte raison. »

Exeunt « Ils sortent. »

Exit « Il sort. »

Exoriare aliquis nostris ex ossibus ultor « Qu'un vengeur naisse un jour de ma cendre ! »

Experimentum crucis « Expérience cruciale. »

Extra ecclesiam nulla salus « Hors de l'Église, point de salut. »

Extra omnes « Tous dehors ! »
- Haut – A
- B
- C
- D
- E
- F
- G
- H
- I
- J
- K
- L
- M
- N
- O
- P
- Q
- R
- S
- T
- U
- V
- W
- X
- Y
- Z

## F
Fabricando fit faber « La pratique fait l'ouvrier » ou « C'est en forgeant que l'on devient forgeron ».

Fac simile « Fait à l'identique. »

Fama volat « La rumeur vole. »

Felix culpa « Heureuse faute. »

Felix qui potuit rerum cognoscere causas « Heureux celui qui a pu pénétrer le fond des choses. »

Fere libenter homines id quod volunt credunt « Généralement, les hommes croient ce qu'ils veulent croire. »

Festina lente « Hâte-toi lentement ! »

Fex urbis, lex orbis « Lie de la ville, loi du monde »

Fiat justicia pereat mundus « Que Justice soit rendue, doive le monde en périr. »

Fiat Lux « Que la Lumière soit ! »

Fiat voluntas tua « Que ta volonté soit faite. »

Fide, sed cui vide « Fais confiance, mais prends garde à qui. »

Fidei Defensor « Défenseur de la Foi. »

Finis coronat opus « La fin couronne l'œuvre. »

Flagellum Dei « Fléau de Dieu. »

Flagrante delicto « En flagrant délit. »

Florebo quocumque ferar « Je fleurirai partout où je serai porté. »

Fluctuat nec mergitur « Elle tangue mais ne sombre pas. »

Forsan et hæc olim meminisse juvabit « Peut-être un jour vous souviendrez-vous de ceci avec bonheur. »
Fontes amicos luxorem dilexit "Il a aimé les sources, ses amis et sa femme."

Fontes aquarum « La source des eaux. »

Fortes fortuna juvat « La chance favorise les courageux. »

Fortissimi sunt belgæ « Les plus braves sont les Belges. »

Fortuna cæca est « La fortune est aveugle. »

Fragrans feminæ « Odeur de femme. »

Fraus omnia corrumpit « La fraude entache de nullité tout acte accompli sous son couvert. »

Fugit irreparabile tempus « Le temps s'enfuit, perdu pour toujours. »

Furor arma ministrat « La fureur fournit des armes. »
- Haut – A
- B
- C
- D
- E
- F
- G
- H
- I
- J
- K
- L
- M
- N
- O
- P
- Q
- R
- S
- T
- U
- V
- W
- X
- Y
- Z

## G
Gaudeamus hodie « Réjouissons-nous aujourd'hui. »

Gaudeamus igitur « Réjouissons-nous. »

Gaudium in veritate « La joie dans la vérité. »

Generalia specialibus non derogant « Les cas généraux ne dérogent pas aux cas spécifiques. »

Generis virtus nobilitas ! « La vertu de la race c'est la noblesse ! »

Genius loci « Le génie du lieu. »

Gens humana ruit per vetitum « La race des humains se précipita dans le crime. »

Genus irritabile vatum « La race irritable des poètes. »

Gesta non verba « Moins de mots, des actes. »

Gladius legis custos « Le glaive gardien de la loi. »

Gloria in Excelsis Deo « Gloire à Dieu au très haut des Cieux. »

Gloria Patri « Gloire soit au Père. »

Gloria Patri et Filio et Spiritui Sancto « Gloire soit au Père, au Fils et au Saint Esprit »

Gloria victis « Gloire aux vaincus ! »

Græcia capta ferum victorem cepit « La Grèce soumise soumit son farouche vainqueur. »

Græcum est, non legitur « C'est du grec, ça ne se lit pas. »

Grammatici certant « Les savants ne sont pas d'accord entre eux. »

Gratis pro deo « Pour l'amour de Dieu. »

Graviora manent « Le pire est à venir. »

Grosso modo « De manière grossière. »

Gutta cavat lapidem (non vi sed sæpe cadendo) « La goutte fait un trou dans la pierre (pas par force, mais en tombant souvent). »
- Haut – A
- B
- C
- D
- E
- F
- G
- H
- I
- J
- K
- L
- M
- N
- O
- P
- Q
- R
- S
- T
- U
- V
- W
- X
- Y
- Z

## H
habeas corpus « il faut que vous ayez le corps. »

Habemus papam « Nous avons un pape. »

Habent sua fata libelli « Les livres ont leur propre destin. »

Hannibal ad portas « Hannibal vient à nos portes »

Hic et nunc « Ici et maintenant. »

Hic et ubique terrarum « Ici et partout sur la Terre. »

Hic jacet lepus « Ici gît le lièvre. »

Hic Rhodus, hic salta « Voici Rhodes : saute ! »

Hic sunt dracones « Ici sont des dragons. »

Hic terminus hæret « Ce terme est fixé. »

Hoc opus, hic labor est « Voilà le résultat, [mais] c'est du travail ». 

Hoc signo vinces « Par ce signe, tu vaincras »

Hodie mihi, cras tibi « Aujourd'hui pour moi, demain pour toi. »

Homines quod volunt credunt « Les hommes croient ce qu'ils veulent croire. »
Homo fugit velut umbra « L'homme passe comme l'ombre d'un voile. »

Homo homini lupus est « L'homme est un loup pour l'homme. »

Homo sum, humani nil a me alienum puto « Je suis un homme ; rien de ce qui est humain ne m'est étranger »

Honoris causa « Pour l'honneur ; de façon honorifique. »

Hora fugit, stat jus « L'heure fuit, le droit demeure. »

Horas non numero nisi serenas « Je ne compte les heures que si elles sont sereines. »

Horum omnium fortissimi sunt Belgæ « De tous les peuples de la Gaule, les Belges sont les plus braves. »

Horresco referens « Je frémis en le racontant. »

Horribile dictu « Horrible à dire. »

Hostis humani generis « Ennemi de la race humaine. »
- Haut – A
- B
- C
- D
- E
- F
- G
- H
- I
- J
- K
- L
- M
- N
- O
- P
- Q
- R
- S
- T
- U
- V
- W
- X
- Y
- Z

## I
I « Va. »

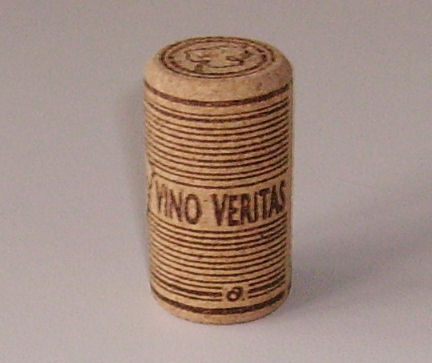
Bouchon reprenant la locution latine "(In) Vino Veritas".

I tego arcana dei « Va ! je possède l'enseignement de Dieu. »

i.e. (Id est) « C'est-à-dire. »

Ibi deficit orbis « Ici finit le monde. »

Ibidem ou Ibid. « Au même endroit. »

Id est « C'est-à-dire. »

Idem « La même chose. »

Idus Martiæ « Ides de Mars. »

Jesus Nazarenus Rex Judæorum (INRI) « Jésus le Nazaréen, Roi des Juifs. »

Ignorantia juris nocet (Ignorantia iuris nocet) « L'ignorance du droit porte préjudice. »

Ignorantia juris non excusat « L'ignorance de la loi n'est pas une excuse. »

Ignorantia juris neminem excusat (Ignorantia iuris neminem excusat) « Nul n'est censé ignorer la loi. »

Ignorantia legis non excusat « L'ignorance de la loi n'est pas une excuse. »

Ignoti nulla cupido « On ne peut désirer ce qu'on ne connaît pas. »

Ignotum per ignotius « L'obscur par le plus obscur. »

Imitatio dei « Imitation de Dieu. »

Imperium in imperio « État dans l'État. »

Imperium sine fine « Un empire sans fin. »

Impossibilia nulla tenetur « À l'impossible nul n'est tenu . »

Imprimatur « Qu'il soit imprimé. »

In « Dans. »

In absentia « En l'absence de… »

In actu « En acte »

In articulo mortis « À l'article de la mort. »

In cauda venenum « Dans la queue le venin. »

In dubio contra fiscum « Dans le doute, la loi doit être interprétée contre le fisc. »

In dubio pro reo « Le doute profite à l'accusé. »

In dubiis abstine « Dans le doute abstiens-toi. »

In duplo « En double. »

In extenso « En intégralité ; en entier. »

In extremis « En dernière extrémité ; de justesse. »

In fine « À la fin ; en dernier ; finalement ; en conclusion. »

In girum imus nocte et consumimur igni « Nous tournons en rond dans la nuit et nous sommes dévorés par le feu. »

In hoc senso ou In sensu hoc « En ce sens. »

In hoc signo vinces « Par ce signe tu vaincras. »

In hunc effectum « À cet effet. »

In illo tempore « En ce temps-là…. »

In loco « Sur le lieu même. »

In manus tuas commendo spiritum meum « [Père], je remets mon esprit entre tes mains. »

In medias res « Au milieu des choses. »

In medio stat virtus « La vertu est au milieu. »

In memoriam « À la mémoire de… »

In naturalibus « En l'état de nature. »

In nocte consilium « La nuit porte conseil. »

In nuce « Dans la noix. »

In odium fidei « En haine de la foi. »

In omnia paratus « Paré à tout, à toute éventualité. »

In pari causa turpitudinis cessat repetitio « À turpitude égale, nulle réclamation n'est recevable. »

In partibus infidelium « Dans les terres infidèles. »

In pectore « Dans le cœur. »

In personam « À la personne. »

In praesentia « En présence de… »

In principio erat Verbum « Au commencement était la Parole. »

In rerum natura « Dans la nature des choses. »

In silico « Dans le silicium ; par ordinateur. »

In situ « Sur le lieu même. »

In terra pax hominibus bonae voluntatis « Paix sur terre aux hommes de bonne volonté. »

In toto « Entièrement, en totalité. »

In utero « Dans l'uterus. »

In utroque jure « Dans les deux droits. »

In vacuo « Dans le vide. »

In varietate concordia « Unis dans la diversité. »

In vino veritas « La vérité est dans le vin. »

In vitam æternam « Pour la vie éternelle ; pour l'éternité. »

In vitro « Dans le verre. »

In vivo « Dans le vif. »

Incredibile dictu « Incroyable à dire ; chose qu'on a peine à croire. »

Index Librorum Prohibitorum « Liste des livres interdits. »

Infandum, regina, jubes renovare dolorem « Reine, vous m'ordonnez de rouvrir de cruelles blessures. »

Infans conceptus pro nato habetur quoties de commodis ejus agitur « L'enfant conçu sera tenu pour né chaque fois qu'il s'agira de ses intérêts. »

INRI (Iesus Nazarenus Rex Iudæorum) « Jésus le Nazaréen, Roi des Juifs. »

Intelligenti pauca « À ceux qui comprennent, peu de mots suffisent. »

Inter alia « Entre autres choses ; entre autres. »

Inter arma silent leges « En temps de guerre, les lois sont muettes. »

Inter fæces et urinam nascimur « Nous naissons entre la merde et l'urine. »

Into Vinceres « C'est toi-même qu'il faut vaincre. »

Intra muros « Dans les murs. »

Intuitu personæ « Dépendant de la personne, relatif à la personne. »

Interpretatio cessat in claris « Les expressions claires ne souffrent point d’interprétation pour en faire connaître le sens. »

Ipsa scientia potestas est « La science même est source du pouvoir. »

Ipse dixit « Lui-même l'a dit. »

Ipso facto « Par le fait même. »

Ira furor brevis est « La colère est une courte folie. »

Irritare crabrones « Irriter les frelons. »

Is fecit, cui prodest « Celui qui l'a fait, c'est celui qui en profite. »

Is pater est quem nuptiæ demonstrant « Le père, c'est celui que le mariage désigne comme tel. »

Is qui tacet non fatetur, sed nec utique negare videtur « Qui se tait ne nie pas. »

Ita diis placuit ! « Ainsi il a plu aux dieux. »

Ite missa est « Allez, elle (la supplication) a été envoyée (vers le Seigneur). »

Item « Aussi, également.»

- Haut – A
- B
- C
- D
- E
- F
- G
- H
- I
- J
- K
- L
- M
- N
- O
- P
- Q
- R
- S
- T
- U
- V
- W
- X
- Y
- Z

## J
Jesus Nazarenus Rex Judæorum Jésus de Nazareth, Roi des Juifs. Voir aussi INRI

Jovis erepto fulmine per inferna vehitur Promethei genus « Grâce à la foudre ravie à Jupiter, la race issue de Prométhée est transportée dans les antres souterrains. »

Junctis viribus « Par des forces unies. »

Jurare in verba magistri « Jurer selon les paroles du maître. »

Jure uxoris « Par le droit de la femme. »

Juris præcepta sunt hæc : honeste vivere, alterum non lædere, suum cuique tribuere « Les principes fondamentaux du droit sont les suivants : vivre honnêtement, ne pas faire de tort à autrui, donner à chacun ce qui lui revient. »

Jus est ars boni et æqui « Le droit est l'art du bien et de l'équité. »

Jus gentium « Droit des gens. »

Jus in bello « "Lois" de la guerre. »

Jus primæ noctis « Droit de la première nuit. »

Jus sanguinis « Droit du sang. »

Jus soli « Droit du sol. »

Justicia omnibus « La justice est la même pour tous. »

Juventus stultorum magister « La jeunesse est le professeur des fous. »

- Haut – A
- B
- C
- D
- E
- F
- G
- H
- I
- J
- K
- L
- M
- N
- O
- P
- Q
- R
- S
- T
- U
- V
- W
- X
- Y
- Z

## K
Aucune locution.
- Haut – A
- B
- C
- D
- E
- F
- G
- H
- I
- J
- K
- L
- M
- N
- O
- P
- Q
- R
- S
- T
- U
- V
- W
- X
- Y
- Z

## L
Labor omnia vincit improbus « Le travail opiniâtre vient à bout de tout. »

Laborare est orare « Travailler, c'est prier. »

Lacrimis struit insidias cum femina plorat « Lorsque la femme pleure, elle tend un piège avec ses larmes. »
Lapsus « Erreur involontaire.»

Lapsus calami « Trébuchement de plume ; erreur de plume. »

Lapsus linguæ « Trébuchement de la langue. »

Larvatus prodeo « Il/j' avance masqué. »

Lassata sed non satiata « Lasse mais non repue. »

Lata sententia judex desinit esse judex « Dès le jugement rendu, le juge cesse d’être juge. »

Lato sensu « Au sens large. »

Laudator temporis acti « Laudateur du temps passé. »

Laus Deo « Dieu soit loué. »

Leges instituuntur dum promulgantur « Les lois ne sont instituées qu'après avoir été promulguées. »

Lex cessat, si finis adæquatus cessat, non vero si particulari « La loi cesse là où cesse son objet ; elle ne s'applique pas aux cas qui lui sont étrangers. »

Lex est quod notamus « Ce que nous écrivons fait loi. »

Lex moneat priusquam feriat « La loi doit avertir avant de frapper. »

Lex naturalis non scribitur, sed profluit quodam naturali fonte in singulis exprimititur « La loi naturelle n'est pas écrite ; elle s'épanche en chacun de nous comme une source naturelle. »

Lex non promulgata non obligat « Une loi non promulguée ne s’impose pas au justiciable. »

Lex non scripta « Loi non écrite. »

Lex parsimoniæ « Loi de parcimonie. »

Lex ratio perfecta a rerum natura « La loi est une prescription de la raison qui dérive de la nature des choses. »

Lex talionis « Loi du talion. »

Libera nos a malo « Délivre-nous du mal. »

Libera te tutemet ex inferis « Sauve-toi toi-même de l'enfer. »

Liberate me ex inferis « Sauvez-moi de l'enfer. »

Libidini nihil inhonestum « En amour, il n'est rien de déshonnête. »

Libido imperandi « Désir de commander. »

Libido sciendi « Désir de savoir. »

Loc. cit. Abréviation de Loco citato « Au passage cité. »

Loc. laud. Abréviation de Loco laudato « Au passage approuvé. »

Loco citato « Au passage cité. »

Loco laudato « Au passage approuvé. »

Locus amoenus « Lieu amène; lieu idillyque. »

Locus regit actum « Règle de droit international selon laquelle tout acte juridique est régi par la loi du lieu où il est accompli. »

Loqui cum grano salis « Parler ironiquement. »

Lux in tenebris « La lumière dans les ténèbres. »
- Haut – A
- B
- C
- D
- E
- F
- G
- H
- I
- J
- K
- L
- M
- N
- O
- P
- Q
- R
- S
- T
- U
- V
- W
- X
- Y
- Z

## M
Macte animo, generose puer ! sic itur ad astra « Courage noble enfant ! C'est ainsi qu'on s'élève vers les étoiles. »

Magister dixit « Le maître l'a dit. »

Magna cum laude « Avec grande louange. »

Magna est vis consuetudinis « Puissante est la force de l'habitude. »

Magno cum gaudio « Avec grande joie. »

Magnum opus « Grand Œuvre. »

Major e longinquo reverentia « De loin, l'admiration est plus grande. »

Major pœna minorem absorbat « La peine la plus grave absorbe la peine la moins grave. »

Majores pennas nido « Déployer des ailes plus grandes que le nid natal. »

Mala malus mala mala dat « Un mauvais pommier donne de mauvaises pommes. »

Malitiis non est indulgendum « Il ne faut montrer aucune indulgence envers ceux qui sont de mauvaise foi. »

Malum discordiæ « Pomme de discorde. »

Manu militari « D'une main militaire. »

Manus dei « La main de Dieu. »

Manus manum lava « Une main lave l'autre »

Mare nostrum « Notre mer. »

Margaritas ante porcos « Jeter des perles aux cochons. »

Mater Dei « Mère de Dieu. »

Maxima debetur puero reverentia « Le plus grand respect est dû à l'enfance. »

Mea culpa « C'est ma faute. »

Medicus curat, natura sanat « Le médecin soigne, la nature guérit. »

Medice, cura te ipsum « Médecin, soigne-toi toi-même. »

Memento mori « Souviens-toi que tu es mortel ; souviens-toi que tu mourras. »

Memento audere semper « Souviens-toi de toujours oser. »

Memento quia pulvis es « Souviens-toi que tu es poussière. »

Mens sana in corpore sano « Un esprit sain dans un corps sain. »

Mihi cura futuri « Moi, je m'occupe de l'avenir. »

Minima de malis « De deux maux [choisis] le moindre. »

Minimum minimorum « Le plus petit des plus petits. »

Miserere nobis « Prenez pitié de nous. »

Missi dominici « Envoyés du maître. »

Moderatio in omnibus « De la mesure en toute chose. »

Modus operandi « Mode opératoire ; manière d'agir. »

Modus vivendi « Moyen de vivre. »

Moneat lex priusquam feriat « La loi doit avertir avant de frapper. »

More ferarum « À la manière des bêtes. »

Mors, ubi est victoria tua « Mort, où est ta victoire ? »

Morituri te salutant « Ceux qui s'attendent à mourir te saluent. »

Motu proprio « De son propre chef. »

Multa paucis « Beaucoup de choses en peu de mots. »
Multa Petentibus, Desunt Multa "Ceux qui en veulent plus sont toujours dans le besoin" 

Multa remittuntur ei peccata quia dilexit multum « Il lui est beaucoup pardonné car elle a beaucoup aimé. »

Multi sunt vocati, pauci vero electi « Il y a beaucoup d'appelés, mais peu d'élus. »

Mutatis mutandis « En changeant ce qui doit l'être. »
- Haut – A
- B
- C
- D
- E
- F
- G
- H
- I
- J
- K
- L
- M
- N
- O
- P
- Q
- R
- S
- T
- U
- V
- W
- X
- Y
- Z

## N
N.B. Abréviation de Nota bene  « Notez bien »

Nam et ipsa scienta potestas est « Car le savoir lui-même est pouvoir. »

Natare piscem doces « Tu apprends au poisson à nager. »

Natura abhorret a vacuo « La nature a horreur du vide. »

Natura naturans « Nature naturante. »

Natura naturata « Nature naturée. »

Natura nihil frustra facit « La nature ne fait rien inutilement. »

Natura non contristatur « La nature est indifférente ; la nature ne s'afflige pas. »

Natura non facit saltus « La nature ne fait pas de sauts. »

Naturam expelles furca, tamen usque recurret « Chasse le naturel à coups de fourche, il reviendra toujours. »

Ne bis in idem « Pas deux fois pour la même chose. »

Ne quid nimis « Rien de trop. »

Ne varietur « Qu'il n'y soit rien changé. »

Nec Hercules contra plures « Il n'y a pas d'Hercule qui tienne contre une foule. »

Nec plus ultra « Rien de mieux. »

Nec pluribus impar « Non inégal à plusieurs. »

Nec spe, nec metu « Sans espoir et sans crainte. »

Nec ut emat melius, nec ut vendat, quidquam simulabit aut dissimulabit vir bonus « Ni pour acheter ni pour vendre au mieux, un homme de bien ne simulera ou ne dissimulera quoi que ce soit. »

Necessitas reducit ad moerum jus naturæ « L'état de nécessité réduit le droit aux instincts de la nature. »

Neminem lædit qui suo jure utitur « Ne saurait blesser autrui celui qui ne fait qu’user de son droit. »

Nemo admittitur sibi nocere « Nul n’est admis à exercer une action en justice pouvant lui nuire. »

Nemo auditur propriam turpitudinem allegans « Nul ne peut se prévaloir de sa propre turpitude. »

Nemo damnatus sine judicio « Pas de condamnation sans procès. »

Nemo est supra legis « Nul n'est au-dessus des lois. »

Nemo judex in causa sua « Nul ne peut être à la fois juge et partie. »

Nemo judex sine lege « Nul ne peut être juge sans loi. »

Nemo legem ignorare censetur « Nul n'est censé ignorer la loi. »

Nemo me impune lacessit « Nul ne me provoquera impunément. »

Nemo plus juris ad quiam transfere potest quam ipse habet « Nul ne peut céder à autrui plus qu'il ne possède. »

Nemo tenetur se ipsum accusar « Nul n'est tenu de s'accuser lui-même. »

Neque ignorare medicum oportet quæ sit ægri natura « Le médecin ne doit pas ignorer la nature de la maladie. »

Nigro notanda lapillo « À marquer d'une pierre noire. »

Nihil conveniens decretis ejus ! « Rien qui soit conforme à sa doctrine. »

Nihil est in intellectu quod non sit prius in sensu « Rien n'est dans l'intellect qui ne soit d'abord dans le sens. »

Nihil est sine ratione « Rien n'est sans raison. »

Nihil lacrima citius arescit « Rien ne sèche plus vite qu'une larme. »

Nihil novi sub sole « Rien de nouveau sous le soleil. »

Nihil obstat « Rien ne s'y oppose. »

Nihil sine Deo « Rien sans Dieu. »

Nil desperandum « Il ne faut désespérer de rien. »

Nil mortalibus ardui est « Rien n'est impossible aux mortels. »

Nil nisi bonum « [Des morts] on ne doit parler qu'en bien. »

Nil sine numine « Rien n'advient sans la volonté des dieux. »

Nil volentibus arduum « Rien n'est impossible à qui le veut »

Nolens, volens « Bon gré, mal gré. »

Noli me tangere « Ne me touche pas. »

Noli turbare circulos meos « Ne perturbe pas mes calculs. »

Nolite mittere margaritas ante porcos « Ne jetez pas de perles aux pourceaux. »

Nomen est omen « Le nom [d'une personne] est un présage. »

Nomina si nescis, perit et cognitio rerum « Si tu ignores le nom des choses, leur connaissance même disparaît. »

Non ædificandi « Non constructible. »

Non æs sed fides « Pas le bronze [ou l'argent] mais la bonne foi . »

Non bene olet qui semper bene olet « Il ne sent pas bon, celui qui sent toujours bon. »

Non bis in idem « Pas deux fois pour la même chose. »

Non canimus surdis « Rien n'est sourd à nos chants »

Non fui, fui, non sum, non curo « Je n'existais pas, j'ai existé, je n'existe plus, cela m'est indifférent. »

Non idem est si duo dicunt idem « Deux interlocuteurs peuvent dire la même chose et signifier des choses différentes. »

Non licet omnibus adire Corinthum « Il n'est pas permis à tout le monde d'aller à Corinthe. »

Non liquet « Ce n'est pas clair. »

Non nisi parendo vincitur « On ne le/la soumet qu'en lui obéissant. »

Non nobis, Domine, non nobis, sed Nomini Tuo da gloriam « Pas à nous, Seigneur, non pas à nous / Mais à Ton Nom seul donne la gloire. »

Non omne quod licet honestum est « Tout ce qui n'est pas illicite n'est pas pour autant convenable. »

Non omnia possumus omnes « Nous ne pouvons tous faire toutes choses. »

Non possumus « Nous ne pouvons pas. »

Non scholæ, sed vitæ discimus « Nous n'apprenons pas pour l'école mais pour la vie. »

Non serviam « Je ne servirai pas. »

Non una cum « Ne reconnait pas l'autorité du Pape. »

Non ut edam vivo, sed ut vivam edo « Je ne vis pas pour manger, mais je mange pour vivre. »

Non vestimentum virum ornat, sed vir vestimentum « Ce n'est pas l'habit qui embellit l'homme, mais l'homme qui embellit l'habit. »

Non vini vi no, sed vi no aquæ « Je ne nage pas grâce au vin, je nage grâce à l'eau. »

Nondum amabam, et amare amabam « Je n'aimais pas encore, mais je brûlais d'aimer. »

Nosce te ipsum « Connais-toi toi-même. »

Nota bene « Note bien. »

Nove sed non nova « La manière est nouvelle, mais non la matière. »

Nulla dies sine linea « Pas de jour sans écrire une ligne. »

Nulla est medicina sine lingua latina « Nulle médecine sans latin. »

Nullum crimen, nulla pœna sine lege « Il n'est de crime sans une loi qui l'établit ; il n'est de peine sans une loi qui l'institue. »

Nulla pœna sine lege « Il n'est de peine sans une loi qui l'institue. »

Nulla regula sine exceptione « Pas de règle sans exception. »

Nulla res tam necessaria est quam medicina « Il n'est rien d'aussi nécessaire que la médecine. »

Nulla tenaci invia est via « Nulle route n'est infranchissable. »

Nullum crimen, nulla pœna, nullum judicium sine lege « Nul crime, nulle peine, nul procès sans loi. »

Nullus idoneus testis in re sua intelligitur « Nul ne peut être entendu comme témoin dans sa propre cause. »

Nunc est bibendum « C'est maintenant qu'il faut boire. »
Nunc scio veritatem « Maintenant je connais la vérité. »

Numero Deus impare gaudet « Un chiffre impair plaît à Dieu. »

Numerus clausus « Nombre fermé. »

Nunquam plura delicta concurrentia faciunt ut illius impunitas datur « Jamais une pluralité de délits ne doit assurer l’impunité de l’un d’entre eux. »

Nutrisco et extinguo « Je m'en nourris et je l'éteins. »
- Haut – A
- B
- C
- D
- E
- F
- G
- H
- I
- J
- K
- L
- M
- N
- O
- P
- Q
- R
- S
- T
- U
- V
- W
- X
- Y
- Z

## O
O altitudo « Ô profondeur de la richesse, de la sagesse et de la science de Dieu ! Que ses jugements sont insondables, et ses voies incompréhensibles ! »

O Crux ave, spes unica « Salut ô Croix, unique espérance »

O et præsidium et dulce decus meum ! « Toi mon appui, toi mon honneur !. »

O fortunatos nimium, sua si bona norint, agricolas « Ô trop heureux s'ils connaissent leur bonheur, les hommes des champs. »

O homines ad servitutem paratos « Ô hommes prêts à tout esclavage. »

O tempora, o mores « Ô temps, ô mœurs ! »

O tempus edax ! « Le temps détruit toutes choses. »

O ubi campi ! « Ô la campagne ! »

Obesse nulli prodesse multis « n'être un fardeau pour personne, c'est profiter à beaucoup »

Obiit « Il est mort/elle est morte. »

Obtorto collo « sans le vouloir » ou  « parce que forcé » ou  « par la force »

Oculi plus vident quam oculus « Plusieurs yeux voient mieux qu'un seul. »

Oculos habent et non videbunt « Ils ont des yeux mais ne verront pas. »

Oderint dum metuant « Qu'ils me haïssent, pourvu qu'ils me craignent. »

Odi et amo « Je hais et j'aime. »

Odit verus amor nec patitur moras « Le véritable amour hait et ne supporte aucun délai. »

Oleum camino « [Jeter] de l'huile sur le feu. »

Oleum perdidisti « Tu as perdu ton huile. »

Omne ignotum pro magnifico « Tout ce qui est inconnu est fascinant. »

Omne ignotum pro terribili « Tout danger inconnu est terrible. »

Omne tulit punctum qui miscuit utile dulci « La perfection, c'est de joindre l'utile à l'agréable. »

Omnes enim qui acceperint gladium, gladio peribunt « Tous ceux qui prendront l'épée périront par l'épée. »

Omnes vulnerant, ultima necat « Toutes blessent, la dernière tue. »

Omnia dicta fortiora si dicta Latina « Un propos prend plus de force lorsqu'il est dit en latin. »

Omnia mea mecum porto « Je transporte avec moi tous mes biens. »

Omnia mutantur, nihil interit « Tout change, rien ne meurt. »

Omnia sunt communia « Tout est commun. »

Omnia vincit amor « L'amour triomphe de tout. »

Omnibus viis Romam pervenitur « Tous les chemins mènent à Rome. »

Omnis homo mendax « Tout homme est menteur. »

Omnium artium medicina nobilissima est « De tous les arts, la médecine est le plus noble. »

Onus probandi incumbit actori « La charge de la preuve d’un fait incombe à celui qui l’allègue. »

op. cit. « Dans la source citée. » 

Opera omnia « Œuvres complètes [d'un auteur]. »

Opera posthuma « Œuvres posthumes [d'un auteur]. »

Opere citato « Dans la source citée. »

Optimum medicamentum quies est « Le meilleur médicament est le repos. »

Ora et labora « Prie et travaille. »

Ora pro nobis « Priez pour nous. »

Ordo ab chao « L'ordre né du désordre » ou « l'ordre issu du chaos. »

Oremus pro invicem « Prions l'un pour l'autre. »

Otium cum dignitate « Le repos dans l'honneur ; Noble oisiveté, »
- Haut – A
- B
- C
- D
- E
- F
- G
- H
- I
- J
- K
- L
- M
- N
- O
- P
- Q
- R
- S
- T
- U
- V
- W
- X
- Y
- Z

## P
Pacta sunt servanda «Les conventions doivent être respectées.»

Panem et circenses «Du pain et des jeux»

Par in parem non habet jurisdictionem « Aucun ne saurait être jugé par son égal. »

Para bellum « Prépare la guerre. »

Parcere subjectis et debellare superbos « Épargner les faibles, abattre les superbes. »

Pari passu « D'un pas identique. »

Passim « Ici et là ; partout ; en tous sens. »

Pater familias « Père de la famille. »

Pater incertus, mater semper certissima « Le père est incertain mais la mère est toujours assurée. »

Pater is est quem nuptiæ demonstrant « Le père est celui que les justes noces désignent »

Pater omnipotens « Père tout puissant. »

Pater Patriae « Père de la Patrie. »

Pater peccavi « Mon père, j'ai péché. »

Patere aut abstine « Endure ou t'abstiens. »

Patere legem quam ipse fecisti « Souffre la loi que tu as faite toi-même. »

Pauca sed bona « Peu mais bon. »

Pauca sed matura « Peu mais mûr. »

Pax æterna « Paix éternelle. »

Pax Christi « La paix du Christ. »

Pax Deorum « La paix des Dieux. »

Pax in terra hominibus bonae voluntatis « Paix sur terre aux hommes de bonne volonté. »

Pax Romana « Paix romaine. »

Pax melior est quam iustissimum bellum « La paix est meilleure que la plus juste des guerres. »

Pax tecum « Que la paix soit avec toi. »

Pax vobiscum « Que la paix soit avec vous. »

Pecunia non olet « L'argent n'a pas d'odeur. »

Pede pœna claudo « Le châtiment suit le crime en boitant. »

Per ardua ad astra « Par les difficultés jusqu'aux étoiles ; dans l'adversité jusqu'aux étoiles. »

Per aspera ad astra « Par des sentiers ardus jusqu'aux étoiles ; dans l'adversité jusqu'aux étoiles. »

Per capita « Par tête. »

Per contra « Par contre ; au contraire. »

Per fas et nefas « Par le juste et l'injuste. »

Per inania regna « Dans le royaume des ombres. »

Per os « Par la bouche. »

Per scientiam ad salutem ægroti « Le salut du malade passe par la science. »

Per se « En soi. »

Perinde ac cadaver « Tel un cadavre. »

Perpetuum mobile « Mouvement perpétuel. »

Persona non grata « Personne indésirable. »

Petitio principii « Pétition de principe. »

Pia mater « Mère pieuse. »

Pinxit « Peint par… »

Piscis primum a capite fœtet « le poisson commence à puer par la tête »

Plaudite, cives ! « Applaudissez, citoyens ! »

Placere et docere « Plaire et instruire »

Plenus venter non studet libenter « On étudie mal lorsque le ventre est plein. »

Plures crapula quam gladius perdidit « L'ivresse est plus périlleuse que le glaive. »

Plurimae leges pessima respublica « Plus les lois sont nombreuses, pire est l’État. »

Plus ultra « Encore et au-delà. »

Pœna est malum passionis propter malum actionis « La peine est un mal causant une souffrance à raison du mal causé par une action. »

Pons asinorum « Pont-aux-ânes. »

Post aut propter « Après cela ou bien à cause de cela. »

Post cenam non stare sed mille passus meare « Après dîner ne reste pas, mais va flâner mille pas. »

Post cibum « Après les repas. »

Post coitum « Après le coït. »

Post hoc ergo propter hoc « Après cela donc à cause de cela. »

Post hoc non est propter hoc « Après cela, mais pas à cause de cela. »

Post meridiem « Après midi. »

Post mortem « Après la mort. »

Post mortem auctoris « Après la mort de l'auteur. »
Post mortem nihil est « Après la mort il n'y a rien. »

Post mortem nihil est ipsaque mors nihil « Après la mort il n'y a rien ; la mort elle-même n'est rien. »

Post prandium « Après le déjeuner. »

Post tenebras lux « Après les ténèbres vient la lumière. »

Potius mori quam fœdari « Plutôt mourir que se déshonorer. »

Praemonitus praemunitus « Celui qui est prévenu est prémuni »

Præsente medico nihil nocet « Quand le médecin est là, pas de danger. »

Praesumptio sumitur de eo quod plerumque fit « Une présomption se tire de ce qui survient le plus souvent. »

Prævenire melius est quam præveniri « Précéder vaut mieux qu'être précédé. »

Premimur non opprimimur « Opprimés mais pas abattus. »

Prima luce « À la première lumière. »

Primo occupanti « Droit du premier occupant. »

Primum movens « Cause première. »

Primum non nocere « D'abord, ne pas nuire. »

Primum vivere deinde philosophari « Vivre d'abord, philosopher ensuite. »

Primus inter pares « Premier entre les égaux. »

Pro bono « Pour le bien public. »

Pro forma « Selon la forme requise. »

Pro parte « Pour partie. »

Pro tempore « Pour un temps limité. »

Probis pateo « Je suis ouvert(e) aux gens honnêtes »

Promoveatur ut amoveatur « Il devrait être promu afin qu'il soit supprimé »

Propria manu « De sa propre main. »

Prorata « À proportion de. »

Prorata temporis « À proportion du temps écoulé. »

Punctum saliens « Point saillant. »
- Haut – A
- B
- C
- D
- E
- F
- G
- H
- I
- J
- K
- L
- M
- N
- O
- P
- Q
- R
- S
- T
- U
- V
- W
- X
- Y
- Z

## Q
Quæ sunt cæsaris, cæsari « À César ce qui est à César. »

Qualis artifex pereo ! « Quel artiste périt avec moi ! »

Qualis pater, talis filius « Tel père, tel fils. »

Quandoque bonus dormitat Homerus « Quand le divin Homère sommeille. »

Quantum libet « À volonté. »

Quantum satis « En quantité suffisante. »

Quantum sufficit « Autant que nécessaire. »

Quaque hora « À chaque heure. »

Quaque die « Chaque jour. »

Quaque mane « Chaque matin. »

Quaque nocte « Chaque nuit. »

Quasimodo « De la même façon. »

Quater in die « Quatre fois jour. »

Quem di diligunt adulescens moritur « Ceux qu'aiment les dieux meurent jeunes. »

Qui bene amat, bene castigat « Qui aime bien châtie bien. »

Qui bene cantat bis orat « Qui chante bien prie deux fois. »

Qui cupit aut metuit liber non erit unquam « Qui désire ou craint ne sera jamais libre. »

Qui dicit de omnibus dicit de singulis ; qui dicit de singulis non dicit de omnibus « Qui énonce des principes généraux y comprend les cas particuliers ; qui traite des cas particuliers ne dit rien des principes généraux. »

Qui dicit de uno negat de altero « Qui affirme une chose nie son contraire. »

Qui est sine peccato, primum in illam lapidem mitat « Que celui qui est sans péché jette la première pierre. »

Qui futuri sunt moliti « L'avenir appartient à ceux qui luttent. »

Qui habet aures audiendi audiat « Que celui qui a des oreilles pour entendre entende. »

Qui nescit dissimulare nescit regnare « Qui ne sait dissimuler ne sait régner. »

Qui pro quo « Prendre un qui pour un quoi. »

Qui rogat non errat « Poser des questions n'est pas une erreur. »

Qui scribit bis legit « Celui qui écrit lit deux fois. »

Qui tacet consentire videtur « Qui ne dit mot semble consentir. »

Quia ego nominor leo « Parce que je m'appelle lion. »

Quia nominor leo « Parce que je m'appelle lion. »

Quia pulvis es et in pulverem reverteris « Parce que tu es poussière et que tu retourneras à la poussière »

Quia suam uxorem etiam suspiciore vacare vellet « Même la femme de César doit être insoupçonnable. »

Quieta non movere « Il ne faut pas apporter le trouble là où règne la quiétude. »

Quid agis ? « Que se passe-t-il ? »

Quid est veritas ? « Qu'est-ce que la vérité ? »

Quid novi ? « Quoi de neuf ? »

Quid novi sub sole ? « Quoi de neuf sous le soleil ? »

Quid pro quo 

Quidquid agis, prudenter agas et respice finem ! « Quoi que tu fasses, fais-le avec prudence, sans perdre de vue la fin. »

Quidquid discis, tibi discis « Quoi que tu apprennes, tu l'apprends pour toi-même. »

Quidquid latine dictum sit, altum sonatur « Quoi qu'on dise en latin, ça sonne profond. »

Quidquid recipitur, ad modum recipientis recipitur « Tout ce qui est reçu est reçu à la manière de celui qui reçoit »

Quis, quid, ubi, quibus auxiliis, cur, quomodo, quando ? « Qui, quoi, où, par quels moyens, pourquoi, comment, quand ? »

Quis separabit ? « Qui nous séparera ? »

Quod ad jus naturale attinet, omnes homines æquale sunt « Pour ce qui touche au droit naturel, tous les hommes sont égaux. »
Quod dubitas ne feceris « Si tu doutes ne fais pas. »

Quod gratis asseritur gratis negatur « Ce qui est affirmé sans preuve peut être nié sans preuve. »

Quo fata ferunt « Où les destins emportent. »

Quo vadis ? « Où vas-tu ? »

Quocunque jeceris stabit « Où que tu le jettes, il restera debout. »

Quod ab omnibus, quod ubique, quod semper « Par tous, partout, toujours. »

Quod erat demonstrandum (Q.E.D.) « Ce qu'il fallait démontrer (CQFD). »

Quod medicina aliis aliis est acre venenum « Ce qui est un remède pour certains est poison violent pour d'autres.»

Quod omnes tangit, ab omnibus probari debet « Ce qui affecte tous doit être approuvé par tous.»

Quod scripsi, scripsi « Ce que j'ai écrit, je l'ai écrit.»

Quomodo vales ? « Comment vas-tu ? »

Quorum « D'entre eux. »

Quot capita, tot sententiæ « Autant de têtes, autant d'avis différents. »

Quot homines tot sententiæ « Autant d'hommes, autant d'avis différents. »

Quot linguas calles, tot homines vales « Autant tu pratiques de langues, autant tu es humain. »

Quousque tandem abutere, Catilina, patientia nostra ? « Jusqu'à quand abuseras-tu de notre patience, Catilina ? »
- Haut – A
- B
- C
- D
- E
- F
- G
- H
- I
- J
- K
- L
- M
- N
- O
- P
- Q
- R
- S
- T
- U
- V
- W
- X
- Y
- Z

## R
Rara avis in terris « Oiseau rare sur la terre. »

Re « Au sujet de la  chose. »

Ratio legis « Raison de la loi. »

Rebus sic stantibus « Les choses demeurant en l'état. »

Recto tono (en), « sur un ton droit, uni »

Redde Cæsari quæ sunt Cæsaris, et quæ sunt Dei Deo « Rends à César ce qui appartient à César, et à Dieu ce qui appartient à Dieu. »

Reductio ad absurdum « Raisonnement par l'absurde. »

Reductio ad infinitum « Raisonnement à l'infini. »

Regina Dei gratia « Reine par la grâce de Dieu. »

Regis ad exemplar totus componitur orbis « L'exemple du monarque est la loi sur la terre. »

Rem acu tetigisti « Tu as touché la chose de la pointe de l'aiguille. »

Repetita juvant « La répétition plaît. »

Repetitio est mater studiorum « La répétition est la mère des études. »

Requiescat in pace « Qu'il repose en paix. »

Res impura omnia impura « Une chose est impure et toutes le sont. »

Res ipsa loquitur « La chose parle d'elle-même. »

Res judicata pro veritate habetur « La chose jugée doit être tenue comme le reflet de la vérité. »

Res, non verba « Des actes, pas des mots. »

Res publica « La chose publique. »

Res nullius « Choses qui ne sont la propriété de personne. »

Respice finem « Considère la fin. »

Reus in excipiendo fit actor « Lorsque l'accusé soulève un point de défense, il lui appartient d'en faire la preuve. »

Rex Dei gratia « Roi par la grâce de Dieu. »

Rex regnat sed non gubernat « Le roi règne mais ne gouverne pas. »

Ridendo dicere verum quid vetat « Qu'est-ce qui empêche de dire la vérité en riant. »

Rigor mortis « Rigidité cadavérique. »

Roma invicta « Rome invincible. »

Roma locuta, causa finita est « Rome a parlé, la cause est entendue. »
- Haut – A
- B
- C
- D
- E
- F
- G
- H
- I
- J
- K
- L
- M
- N
- O
- P
- Q
- R
- S
- T
- U
- V
- W
- X
- Y
- Z

## S
s.v. : voir « Sub voce » ;

Sæpe morborum gravium exitus incerti sunt : « Souvent, l'issue des maladies graves est incertaine » ;

Saltus in demonstrando : « Saut dans le raisonnement » ;

Salus ægroti suprema lex : « La santé du malade est la loi suprême » ;

Salus populi suprema lex esto : « Le bien du peuple est la loi suprême » ;

Salvator Mundi : « Sauveur du Monde » ;

Sancta Sedes : « Saint Siège » ;

Sancta simplicitas : « Sainte innocence » ;

Sanctus sanctorum : « Saint des saints » ;

Sapere aude ! : « Ose savoir ! » ;

Sapientia est potentia : « Sagesse est pouvoir » ;

Satius esse impunitum relinqui facinus nocentis quam innocentem damnare : « Mieux vaut laisser un crime impuni que de condamner un innocent » ;

Satius est supervacua scire quam nihil : « Encore vaut-il mieux savoir des choses inutiles que rien du tout » ;

Scienta potestas est : « Savoir c'est pouvoir » ;

Scio me nihil scire : « Je sais que je ne sais rien » ;

Sed satis est jam posse mori : « Mais il suffit d'être mortel » ;

Sedes apostolica : « Siège apostolique » ;

Semel in anno licet insanire : « Une fois par an il est permis d'agir follement » ;

Semper fidelis : « Toujours fidèle » ;

Semper paratus : « Toujours prêt » ;

Senatus Populusque Romanus : (S.P.Q.R.) « Le Sénat et le Peuple de Rome » ;

Sensu amplio : « au sens large » ;

Sensu lato : « au sens large » ;

Sensu stricto : « au sens strict » ;

Sero sed serio : « tardivement mais avec ferveur » ;

Sequela Christi : « suite du Christ » ;

Si augur augurem… : « Si un augure (voit) un autre augure (il ne peut s'empêcher de rire) » ;

Si napo leo viveret, hominem non esset : « Si le lion vivait de navets, il ne mangerait pas l'homme » ;

Si tacuisses, philosophus mansisses : « Si tu t'étais tu, tu serais resté un philosophe » ;

Si vales valeo (SVV) : « Si tu vas bien, alors je vais bien » ;

Si vis pacem, para bellum : « Si tu veux la paix, prépare la guerre » ;

Si vis pacem, para justitiam : « Si tu veux la paix, prépare la justice » ;

Sic : « C'est ainsi » ;

Sic in se sua per vestigia voluitur annus : « Ainsi l'année se déroule sur elle-même en marchant sur ses traces » ;

Sic itur ad astra : « C'est ainsi que l'on s'élève vers les étoiles » ;

Sic parvis magna « La grandeur vient des débuts les plus modestes » ;

Sic transit gloria mundi : « Ainsi passe la gloire du monde » ;

Sic vita est : « C'est la vie ! » ;

Similia similibus curantur : « Les semblables se guérissent par les semblables » ;

Simplex sigillum veri : « La simplicité est le sceau de la vérité » ;

Simul et singulis : « Être ensemble et rester soi-même » ;

Sine anno : « Sans année » ;

Sine die : « Sans date précise » ;

Sine ira et studio : « Sans colère et sans partialité » ;

Sine labore non erit panis in ore : « Sans travail il n'y aura pas de pain dans ta bouche » ;

Sine loco : « Sans lieu » ;

Sine nomine : « Sans nom » ;

Sine nomine vulgus : « La foule anonyme » ;

Sine pœna nulla lex : « Sans punition, il n'est pas de loi » ;

Sine prole : « Sans descendance » ;

Sine qua non : « Sans quoi non » ;

Sinite parvulos venire ad me : « Laissez venir à moi les petits enfants » ;

Sint ut sunt aut non sint : « Qu’ils soient ce qu’ils sont, ou qu’ils ne soient pas » ;

Sit tibi terra levis : « Que la terre te soit légère » ;

Sol lucet omnibus : « Le soleil luit pour tous » ;

Sola cogitatio furti faciendi non facit furem : « La seule intention de commettre un vol ne fait pas le voleur » ;

Sola scriptura : « par l'Écriture seule » ;

Solem lucerna non ostenderent : « On ne représente pas le soleil par une lanterne » ;

Soli sol soli : « Du seul soleil au sol » ;

Spes contra spem : « Espérer contre toute espérance » ;

Spes messis in semine : « L'espoir de la moisson est dans la semence » ;

Spes salutis : « Espérance du salut » ;

Spiritus promptus est, caro autem infirma : « L'esprit est prompt mais la chair est faible » ;

Spoliatis arma supersunt : « À qui est dépouillé, il reste les armes » ;

sqq. : « et suivantes » ;

Stat crux dum volvitur orbis : « La croix demeure tandis que la terre tourne » ;

Statim : « Aussitôt » ;

Statu quo : « En l'état » ;

Statu quo ante bellum : « Dans l'état qui prévalait avant la guerre » ;

Stricto sensu : « Au sens strict » ;

Stultorum numerus est infinitus : « Le nombre des sots est infini » ;

Stude, non ut plus aliquid scias, sed ut melius : « Étudiez, non pour en savoir davantage, mais pour mieux savoir » ;

Sub judice : « En cours de jugement ; devant la justice » ;

Sub rosa : « Sous la rose » ;

Sub specie æternitatis : « Sous l'aspect de l'éternité » ;

Sub voce : « Sous la voix », c-à-d « sous le mot » ;

Sublata causa, tollitur effectus : « La cause supprimée, l'effet disparaît » ;

Sufficit cuique diei malitia sua : « À chaque jour suffit sa peine » ;

Sui generis : « De sa propre espèce » ;

Sum quod eris : « Je suis ce que tu seras » ;

Summa cum laude : « Avec la plus haute louange » ;

Summa potestas : « La totalité du pouvoir », tel que le pouvoir du souverain.

Summum bonum : « Souverain bien » ;

Summum jus, summa injuria : « L'application excessive du droit conduit à l'injustice » ;

Surge et ambula : « Lève-toi et marche » ;

Sursum corda : « Élevons notre cœur ! » ;

Sutor, ne supra crepidam : « Cordonnier, pas plus haut que la chaussure ».
- Haut – A
- B
- C
- D
- E
- F
- G
- H
- I
- J
- K
- L
- M
- N
- O
- P
- Q
- R
- S
- T
- U
- V
- W
- X
- Y
- Z

## T
Tabula rasa « Table rase. »

Talis qualis « Tel quel. »

Tarde venientibus ossa « Aux retardataires, il reste les os. »

Temet nosce « Connais-toi toi-même. »

Tempora heroica « Temps héroïques. »

Tempora mutantur et nos mutamur in illis « Les temps changent et nous aussi changeons avec eux. »

Tempora si fuerint nubila, solus eris « Lorsque viendra l'orage, tu seras seul. »

Tempori servire « S'adapter, s'accommoder aux circonstances. »

Tempus edax, homo edacior « Le temps destructeur, l'homme plus destructeur encore. »

Tempus edax rerum « Le temps détruit toute chose. »

Tempus fugit « Le temps s'enfuit. »

Tempus fugit, hora volant « Le temps s'enfuit, les heures s'envolent. »

Tempus rerum imperator « Le temps, maître de toute chose. »

Teneo lupum auribus « Je tiens le loup par les oreilles. »

Teneo te Africa « Je te tiens, Afrique. »

Terminus a quo « Date à partir de laquelle. »

Terminus ad quem « Date jusqu'à laquelle. »

Terminus ante quem « Date avant laquelle. »

Terminus post quem « Date à partir de laquelle. »

Terra australis incognita « Terre du sud inconnue. »

Terra incognita « Terre, lieu inconnu ; à découvrir. »

Terra nullius « No man's land. »

Terrae marique fidelis « À terre et mer fidèle»

Terribilis est locus iste « Terrible est ce lieu. »

Tertium non datur « Le tiers n'est pas donné. »

Testis unus, testis nullus « Un témoignage unique est un témoignage nul. »

Timeo Danaos et dona ferentes « Je crains les Grecs, surtout quand ils portent des offrandes. »

Timeo hominem unius libri « Je crains l'homme d'un seul livre. »

Trahit sua quemque voluptas « Chacun suit le penchant qui l'entraîne. »

Tres faciunt collegium « Il faut trois personnes pour faire une société. »

Treuga Dei « Trêve de Dieu. »

Tu quoque mi fili « Toi aussi mon fils ! »

Tu fui ego eris « J'ai été comme toi; tu seras comme moi. »
- Haut – A
- B
- C
- D
- E
- F
- G
- H
- I
- J
- K
- L
- M
- N
- O
- P
- Q
- R
- S
- T
- U
- V
- W
- X
- Y
- Z

## U
Les lettres U et V représentaient la même voyelle, généralement notée V en latin archaïque et classique ; le latin moderne a introduit les deux graphies pour distinguer la voyelle de la semi-consonne.
Ubi bene, ibi patria « La patrie est là où l'on se sent bien. »

Ubi concordia, ibi victoria « Là où est la concorde est la victoire. »

Ubi lex non distinguit, nec nos distinguere debemus « Là où la loi ne distingue pas, il n'y a pas lieu de distinguer. »

Ubi est, mors, victoria tua « Mort, où est ta victoire ? »

Ubi maior, minor cessat « Le faible capitule devant le fort. »

Ubi plura nitent in carmine, non ego paucis offendi maculis « Quand le poème a des beautés, quelques taches ne me choquent pas. »

Ubi societas, ibi jus « Où il y a une société, il y a un droit. »

Ubi solitudinem faciunt, pacem appelant « Où ils font un désert, ils disent qu'ils ont fait la paix. »

Ubi tu Gaius, ibi ego Gaia « Là où tu seras Gaïus, je serai Gaïa. »

Ultima cave « Craint la dernière heure. »

Ultima ratio regum « [La force est] le dernier argument des rois. »

Ultra posse nemo obligatur « À l'impossible nul n'est tenu. »

Ultra vires « Au-delà des pouvoirs. »

Una salus victis, nullam sperare salutem « Les vaincus n'ont qu'un seul espoir : n'espérer aucun salut ! »

Unitas virtute « L'union fait la force. »

Unum castigabis, centum emendabis « Si tu réprimes une erreur, tu en corrigeras cent. »

Urbi et orbi « À la Ville et au Monde. »

Usque ad sideras et usque ad inferos « Des étoiles jusqu'aux enfers. »

Usus magister est optimus « La pratique est le meilleur des maîtres. »

Ut ameris, amabilis esto « Pour être aimé, sois aimable. »

Ut ameris, ama « Pour être aimé, aime. »

Ut desint vires, tamen est laudanda voluntas « Même si le pouvoir fait défaut, la volonté est louable. »

Ut sis nocte levis, sit cena brevis « Si tu veux passer une bonne nuit, ne dîne pas longuement. »

Ut supra « Comme ci-dessus. »

Uti, non abuti « User mais ne pas abuser. »
- Haut – A
- B
- C
- D
- E
- F
- G
- H
- I
- J
- K
- L
- M
- N
- O
- P
- Q
- R
- S
- T
- U
- V
- W
- X
- Y
- Z

## V
V.S.L.M. « Il s'est acquitté de son vœu, de bon gré, comme il se doit. »

Vade in pace « Va en paix. »

Vade mecum « Viens avec moi. »

Vade retro Satana « Retire-toi, Satan ! »

Væ soli « Malheur à l'homme seul. »

Væ victis « Malheur aux vaincus ! »

Vanum est vobis ante lucem surgere « Il est vain de se lever avant le jour. »

Vanitas vanitatum et omnia vanitas « Vanité des vanités, tout est vanité. »

Varium et mutabile semper femina « La femme toujours varie et change. »

Velocius quam asparagi coquantur « Plus rapide que la cuisson des asperges. »

Veni vidi vici « Je suis venu, j'ai vu, j'ai vaincu. »

Venturi non immemor aevi « N'oublie pas les générations futures. »

Verba argentum nec silentia aurum « La parole est d'argent mais le silence est d'or. »

Verba docent, exempla trahunt « Les mots enseignent, les exemples entraînent. »

Verba volant, scripta manent « Les paroles s'envolent, les écrits restent. »

Verbatim « Mot à mot. »

Verbatim et litteratim « Mot à mot et lettre à lettre. »

Veritas facit legem « La vérité fait la loi. »

Veritas odium parit « La franchise engendre la haine. »

Versus « En direction de. »

Veto « Je m’oppose. »

Vexata quaestio « Question sujette à controverse »

Via « Par la route de… »

Vice versa « Réciproquement. »

Victrix causa diis placuit, sed victa Catoni « La cause du vainqueur a séduit les dieux, mais celle du vaincu a séduit Caton. »

Vide infra « Voir plus bas. »

Vide supra « Voir plus haut. »

Video meliora proboque deteriora sequor « Je vois le bien, je l'aime et je fais le mal. »

Video sed non credo « Je le vois mais je ne crois pas. »

Vim vi repellere omnia jura legesque permittunt « Réprimer la violence par la violence est permis par tous les droits et toutes les lois. »

Vince malum bono « Surmonte le mal par le bien. »

Vincere scis, Hannibal ; victoria uti nescis « Tu sais vaincre, Hannibal ; tu ne sais pas profiter de ta victoire. »

Vincit omnia veritas « La vérité triomphe de tout. »

Vincit qui patitur « Il l'emporte celui qui souffre. »

Vincit qui se vincit « Il est vainqueur celui qui se domine. »

Vinum aqua miscere « Mettre de l'eau dans son vin. »

Vir bonus, dicendi peritus « Un homme de bien qui sait parler. »

Vir prudens non contra ventum mingit « Un homme prudent ne pisse pas contre le vent. »

Virtus in media stat « La vertu se trouve au milieu. »

Virtus junxit mors non separabit « Ce que la vertu/la bravoure a uni, la mort ne le séparera pas. »

Virtus unita fortior « L'union fait la force. »

Virtus post nummos « La vertu après l'argent. »

Vis comica « Force comique. »

Visita Interiora Terrae, Rectificando Invenies Occultam Lapidem « Visite l'intérieur de la Terre et en rectifiant tu trouveras la pierre cachée. »

Vitam impendere vero « Consacrer sa vie à la vérité. »

Vivere est cogitare « Vivre, c'est penser. »

Vivere militare est « La vie est un état de guerre. »

Volens nolens « Qu'on le veuille ou non. »

Volenti non fit injuria « Celui qui a consenti à l’acte ne peut prétendre en être victime. »

Votum Solvit Libens Merito « Il s'est acquitté de son vœu, de bon gré, comme il se doit. »

Vox clamantis in deserto « La voix qui crie dans le désert. »

Vox populi vox Dei « La voix du peuple est la voix de Dieu. »

Vulgum pecus « Le commun des mortels. »

Vulnerant omnes, ultima necat « Toutes les heures blessent, la dernière tue. »

Vulpem pilum mutat, non mores « Le renard change d'apparence mais pas de mœurs. »

Vultus est index animi « Le visage est le miroir de l'âme. »
- Haut – A
- B
- C
- D
- E
- F
- G
- H
- I
- J
- K
- L
- M
- N
- O
- P
- Q
- R
- S
- T
- U
- V
- W
- X
- Y
- Z